# Конторович, Владимир Алексеевич
Владимир Алексеевич Конторович (род. 12 января 1962, Новосибирск) — советский и российский учёный-геолог, специалист в области нефтегазоносности, тектоники осадочных бассейнов, сейсморазведки, детальной разведки и подготовки к разработке нефтяных и газовых месторождений, член-корреспондент РАН (2008).

## Биография
Родился 12 января 1962 года в Новосибирске в семье геолога А. Э. Конторовича.
В 1985 году окончил Новосибирский государственный университет, специальность — геофизические методы поисков и разведки месторождений полезных ископаемых.
С 1985 по 1997 год работал в Томском геофизическом тресте, г. Колпашево, где прошёл путь от геофизика полевой партии до главного геолога.
С 1997 года работает в Институте нефтегазовой геологии и геофизики имени А. А. Трофимука СО РАН, заведующий лабораторией Сейсмогеологического моделирования нефтегазоносных систем (с 2000 года).
В 1993 году защитил кандидатскую, а в 2000 году — докторскую диссертацию.
С 2002 года ведет преподавательскую деятельность на геолого-геофизическом факультете НГУ, читая курс лекций «Введение в сейсмическую интерпретацию» и проводя практические занятия у геологов-нефтяников.
В 2008 году избран членом-корреспондентом РАН.

## Научная деятельность
Ведет исследования в областях разработки методов прогнозирования геологического разреза, выявления и детального картирования залежей углеводородов на базе комплексного анализа геолого-геофизических данных, разработки геофизических методов поиска месторождений нефти и газа.
Предложил объектно-ориентированные методологические подходы оценки качества коллекторов, выявления нефтегазоперспективных объектов и построения моделей геологического строения месторождений нефти и газа в различных осадочных комплексах Сибири от венда до неокома включительно.
Под его руководством защищено 20 бакалаврских и магистерских работ на ГГФ НГУ и 3 кандидатские диссертации.

## Награды
- Благодарность Президента Российской Федерации (5 февраля 2024 года) — за заслуги в развитии отечественной науки, многолетнюю плодотворную деятельность и в связи с 300-летием со дня основания Российской академии наук[5].